# Люсі Марія Бостон
Люсі Марія Бостон (дошлюбне прізвище — Люсі Марія Вуд; 1892—1990) — англійська письменниця-романіст, яка писала для дітей і дорослих. Вона навчалася у Соммервільському коледжі Оксфордського університету. Публікула свої твори після того, як їй виповнилося 60 років. З 1939 року Бостон жила в старовинному (ХІІ століття) сільському особняку поблизу Кембриджа, який пізніше став місцем дії більшості її книг серії «Зелений Пагорб» (англ. "Green Knowe"): «Діти садиби Зелений Пагорб» (1954), «Незнайомець в Зеленому Пагорбі» (1961), «Зловмисники в Зеленому Пагорбі» (1964), «Камені Зеленого Пагорба» (1976) тощо.

## Книжки
серія Green Knowe
1. The Children of Green Knowe (1954)
2. The Chimneys of Green Knowe (1958); U.S. title, Treasure of Green Knowe
3. The River at Green Knowe (1959)
4. A Stranger at Green Knowe (1961)
5. An Enemy at Green Knowe (1964)
6. The Stones of Green Knowe (1976)

Інші твори
- Yew Hall (1954)
- The Sea Egg (1967)
- The Castle of Yew (1968)
- Persephone aka Strongholds (1969)
- The House That Grew (1969)
- The Horned Man: Or, Whom Will You Send To Fetch Her Away (1970)
- Nothing Said (1971)
- The Guardians of the House (1974)
- The Fossil Snake (1975)
- «Curfew», a short story which appeared in the anthology The House of the Nightmare: and other Eerie Tales (1967)